# Ultrabook
Az Ultrabook egy, az Intel által bejegyzett, védjeggyel ellátott márkanév és specifikáció. A felső kategóriás subnotebookok egyik alkategóriája, amelyet úgy terveztek, hogy kisebb tömege ellenére ugyanolyan vagy hosszabb akkumulátor élettartammal bírjon, mint nagyobb méretű társai.
Az Ultrabookok követelményrendszerét is az Intel vázolta fel, ezért csak azok a gépek viselhetik ezt a nevet, amelyek megfelelnek a cég által előírt specifikációnak. Ennek megfelelően az Ultrabook kategória gépeiben közös többek között, hogy Intel processzorokkal működnek, illetve igen vékonyak – a 14 hüvelyknél kisebb átmérőjű kijelzővel bíró gépek legfeljebb 18 milliméter vastagok lehetnek, a nagyobbak pedig legfeljebb 21 milliméteresek.
Méretbeli korlátaik miatt általában hiányoznak belőlük olyan, a hagyományos laptopokban megszokott funkciók, mint a beépített optikai meghajtó és az Ethernet portok.

## Története

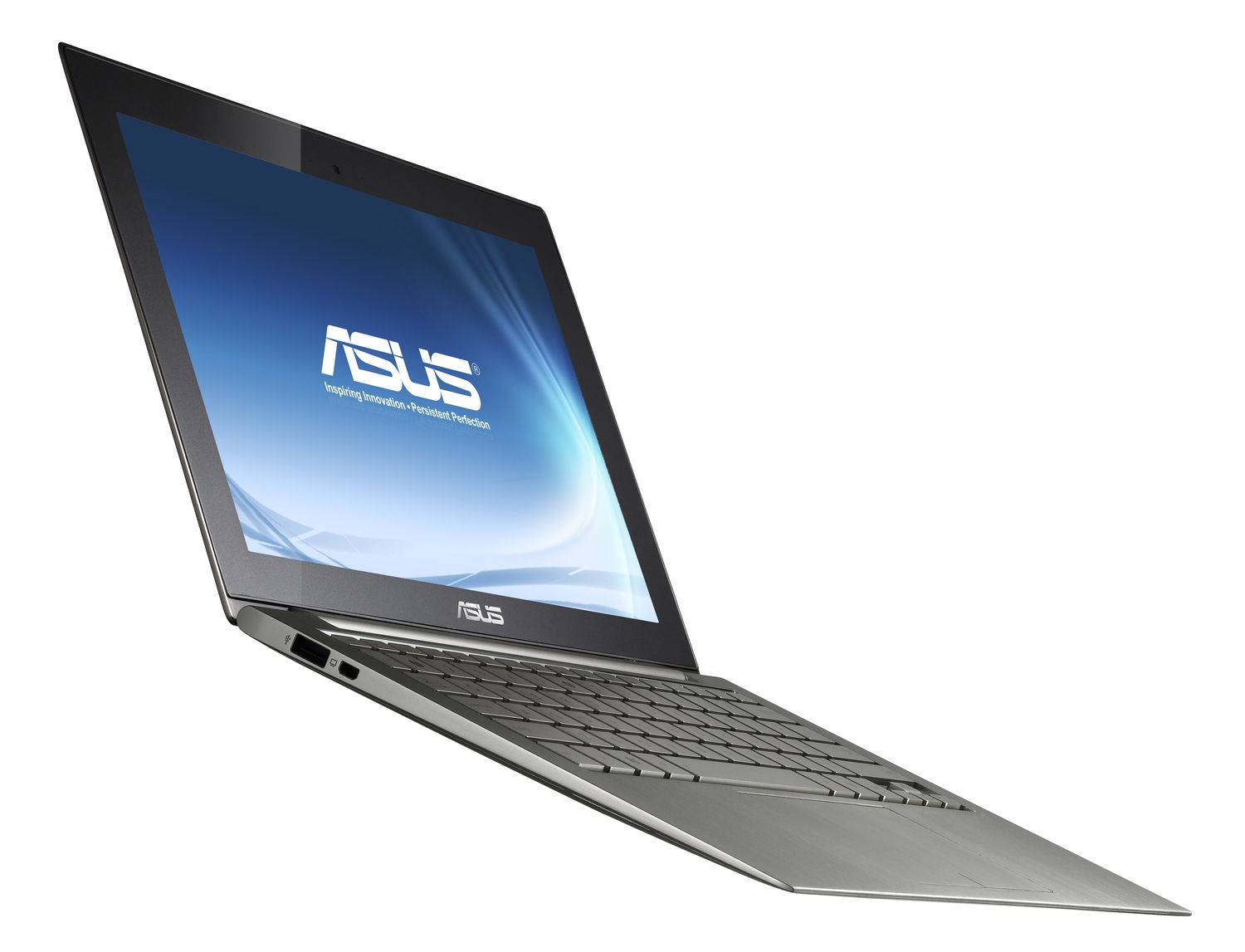
Asus x21 Ultrabook

Balk Schaer, az Intel Capital sajtóreferense 2012-ben jelentette be, hogy a vállalat új pénzügyi alapot különít el olyan startup cégek támogatására, amelyek az Intel által elképzelt koncepciók mentén dolgoznak a notebookok következő generációjának megalkotásán. Az Ultrabookokat érintő területek támogatására egy összesen 300 millió dolláros alapot különítettek el, amely terveik szerint három-négy év alatt kerül kiosztásra.
Az Ultrabook koncepciót az Intel a 2011-es Computex expón mutatta be. Ennek megfelelően az Ultrabook egy vékony (0,8 hüvelyknél vékonyabb) notebook, amely Intel processzort használ, és amelynek legfőbb erénye a hordozhatóság, illetve a más típusú laptopoknál hosszabb akkumulátor-élettartam. Az Ultrabookokhoz kapcsolt marketingkampány és 300 millió dolláros támogatás révén az Intel azt remélte, felrázhatja a gyengélkedő PC-piacot és konkurenst állíthat az egyre népszerűbb okostelefonok és táblagépek ellen, amelyeket jellemzően ARM-alapú processzorok működtetnek.
Az Ultrabook a piacon közvetlen riválisa minden más subnotebook típusnak, ideértve a MacBook Airt is, amely ugyan nagyon hasonló specifikációkkal rendelkezik, illetve Intel processzorok üzemeltetik, mégsem reklámozzák az Ultrabook márkanév alatt.

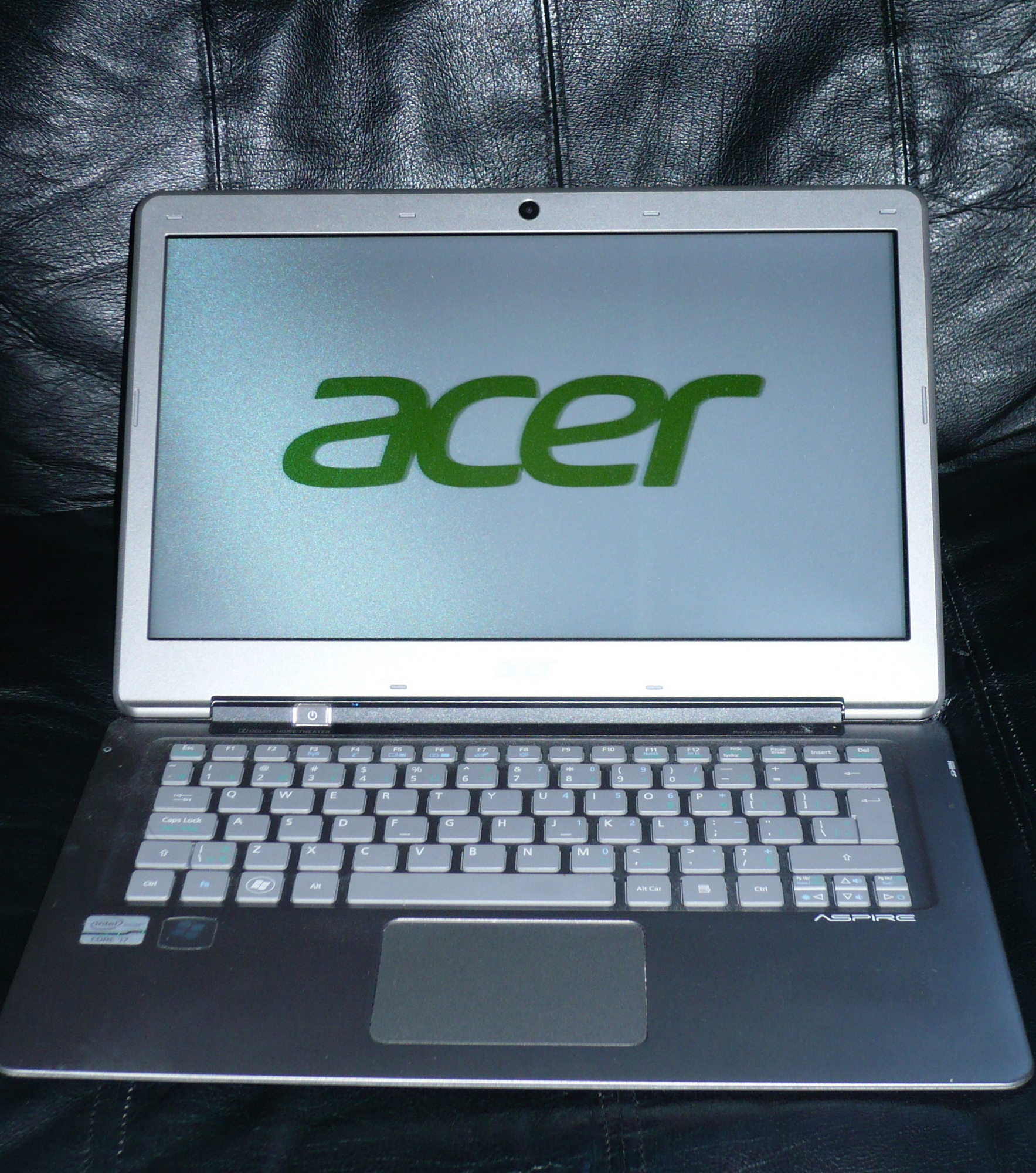
13.3' Acer Aspire S3 Ultrabook, 240G SSD

A 2011-es Intel Fejlesztői Fórumon négy tajvani eredeti dizájngyártó (ODM) mutatott be Ultrabook prototípusokat, amelyek az Intel Ivy Bridge lapkáit használták. Az Intel tervei szerint csökkentik majd az Ultrabookokban használt chipek, így többek között az Ivy Bridge processzorok energiaigényét.
Az Intel egy vezetője a Consumer Electronics Show kiállításon bemutatott prezentációjában arról beszélt, hogy a piackutatások szerint a vásárlók egy része a képernyő mérete miatt vonakodik 13 hüvelykes Ultrabookokra váltani. Éppen ezért az akkori tervek szerint az Intel biztosítani akarta, hogy a 2012-re várt 75 Ultrabook modell legalább 50 százaléka 14 vagy 15 hüvelykes képernyővel rendelkezzen.
Az IHS iSuppli eredeti előrejelzése szerint 2012-re 22 millió Ultrabook termék eladásával számoltak, 2013-ra pedig 61 millióéval. 2012 októberére az IHS jelentősen lefelé módosította előrejelzéseit: 10 millió eladott darabra 2012-ben és 44 millióra 2013-ban. A legolcsóbb Ultrabook modellek ekkor 900 dollárba kerültek, a legtöbb típus pedig jóval többe került 1000 dollárnál. A magas ár így lehetetlenné tette, hogy széles körben elterjedjenek.
A vásárlókat az is megzavarta, hogy az Intel rendszeresen változtatott az Ultrabookok specifikációin. Eközben több OEM is piacra dobott speciálisan vékony laptopokat („sleekbook”). Ilyen volt többek között a Hewlett-Packard Pavilion TouchSmart 15z–b000 Sleekbookja vagy a Samsung Ativ Book 9 Lite-ja. Ezek lényegében a drágább, Intel processzorokkal felszerelt modellek olcsóbb, AMD chipekkel felszerelt változatai voltak. Összességében az Ultrabookok a PC-piac gyengélkedése miatt sem tettek szert nagyobb népszerűségre, miközben az okostelefonok és tabletek egyre népszerűbbé váltak.
Az Intel, hogy az Ultrabookokat versenyképessé tegye, számos újítást támogatott, így például a konvertibilis, érintőképernyős laptopokat, billentyűzet dokkal ellátott termékeket, illetve olyanokat, amelyekbe gyorsulásmérőt, giroszkópot vagy éppen gesztusfelismerést integráltak. Emellett a Windows 8 operációs rendszert tették meg az Ultrabookok rendszerévé. Az Ultrabookok harmadik generációjával, melyet 2013 júniusában mutattak be a Haswell processzorarchitektúrával egy időben, az Intel követelménnyé tette az érintőképernyőt. Ennek elsődleges célja az volt, hogy piaci részesedést hódítsanak vissza az olcsó termékeket kínáló OEM cégektől.

## Specifikációk
A specifikációk, amelyeknek egy gépnek meg kell felelnie, hogy az Ultrabook márkanevet viselhesse, az Intel mobil platformjának minden új kiadásával módosulnak.
Az alapvető követelmények között szerepel, hogy a számítógép vastagsága nem haladhatja meg a 18 millimétert, illetve a 21 millimétert, amennyiben érintőkijelzős gépről van szó. (A harmadik Ultrabook-generációtól kezdve az Intel kötelezővé tette az érintőképernyőket.) Az Ultrabooknak természetesen Intel processzort kell használnia, háttértárként SSD-t (is) használnia, tömege legfeljebb 1400 gramm lehet, akkumulátora minimális üzemidejének pedig 5 órának kell lennie.
| Ultrabook-specifikációk             | Ultrabook-specifikációk                                                                                        | Ultrabook-specifikációk | Ultrabook-specifikációk                                                                                          |
| Platform                            | Huron River | Chief River | Shark Bay |
| ----------------------------------- | --- | --- | --- |
| Bemutatása                          | 2011. október                                                                                                  | 2012. június | 2013. június |
| Processzor                          | Sandy Bridge mikroarchitektúra Intel Core modellek CULV (17 W TDP)                                             | Ivy Bridge mikroarchitektúra Intel Core modellek CULV (17 W TDP)                                                                                | Haswell mikroarchitektúra SiP (11.5 vagy 15 W TDP)                                                               |
| Magasság (maximum)                  | 18 milliméter 13.3 hüvelykes és kisebb kijelzőknél, 21 milliméter 14.0 hüvelykes és nagyobb kijelzőknél        | 18 milliméter 13,3 hüvelykes és kisebb kijelzőknél, 21 milliméter 14,0 hüvelykes és nagyobb kijelzőknél, 23 milliméter átalakítható tableteknél | 20 milliméter 13,3 hüvelykes és kisebb kijelzőknél, 23 milliméter 14,0 hüvelykes és nagyobb kijelzőknél          |
| Akkumulátor élettartama (minimum)   | 5 óra | 5 óra | 6 óra HD-videolejátszás 9 óra Windows 8 készenléti állapot                                                       |
| Visszatérés hibernációból (maximum) | 7 másodperc | 7 másodperc | 3 másodperc |
| Tárhely                             | – | 80 MB/s átviteli sebesség (minimum) | 80 MB/s átviteli sebesség (minimum)                                                                              |
| I/O                                 | – | USB 3.0 vagy Thunderbolt | Intel Wireless Display érintőkijelző, hangvezérlés, szenzorok/környezetfelismerők (csak átalakítható típusoknál) |
| Szoftver and firmware               | Intel Management Engine 7.1 (vagy magasabb) Intel Anti-Theft technológia Intel Identity Protection technológia | Intel Management Engine 8.0 (vagy magasabb) Intel Anti-Theft technológia Intel Identity Protection technológia                                  | Anti-virus, anti-malware Intel Anti-Theft technológia Intel Identity Protection technológia                      |

## Fordítás
- Ez a szócikk részben vagy egészben a Ultrabook című angol Wikipédia-szócikk ezen változatának fordításán alapul.  Az eredeti cikk szerkesztőit annak laptörténete sorolja fel. Ez a jelzés csupán a megfogalmazás eredetét és a szerzői jogokat jelzi, nem szolgál a cikkben szereplő információk forrásmegjelöléseként.